# ピアノソナタ 嬰ヘ短調 (ストラヴィンスキー)
ピアノソナタ 嬰ヘ短調は、イーゴリ・ストラヴィンスキーが1903年から1904年にかけて作曲したピアノソナタ。ニコライ・リヒテルへ献呈された。

## 概要
このピアノソナタは作曲者の書類入れの中に収められていた。一緒に入っていたのは、彼が作曲家になろうという野心について師であったニコライ・リムスキー＝コルサコフに相談していた時期に書かれた、ごく短い作品であるピアノのためのスケルツォ ト短調である。ソナタが書かれた場所はほとんどがサンクトペテルブルクであるが、一部分についてはサマラ州パブロフカ（Pavlovka）でも筆が進められた。
ソナタとスケルツォはいずれも同輩のピアニスト、作曲家であったニコライ・リヒテル（Nikolay Richter, 1879年 - 1944年）に献呈された。リヒテルは本作を1905年にリムスキー＝コルサコフへ私的に弾いて聴かせた後、同年の内に初演として公開で披露している。
ストラビンスキーの生前は交響曲第1番以前に書かれた楽曲について、草稿が最期まで作曲者の手元に残っていた『戦争に行くきのこ』を例外として、彼が1914年にロシアを後にしたときに全てが散逸したものと考えられていた。ストラヴィンスキー自身は自叙伝の中で本作について「失われた - 幸いにも失われた - ソナタ」と述べているが、これは彼がこの作品をベートーヴェンの模倣に過ぎないと考えていたためである。ストラヴィンスキーは1962年に帰国してモスクワとレニングラードを訪れているが、その際にも本作を含む彼の初期作品の多くがレニングラード州立図書館に保管されていることは本人に伝えられなかった。そうした作品群は最終的に1973年に遺作として出版されるに至る。しかしながら、このソナタは後に残された作曲者の妻ヴェラ・デ・ボセットが出版を認めるまで世に知られないままであった。

## 楽曲構成
4楽章制となっており、最後の2つの楽章はアタッカで結ばれている。演奏時間はおよそ25-30分。楽章の構成は以下のようになっている。
1. Allegro:嬰ヘ短調、4分の4拍子
2. Scherzo （認可版の出版譜ではVivoに改められている）:イ長調、4分の2拍子
3. Andante:ロ短調、8分の6拍子
4. Finale. Allegro – Andante (- Tempo primo):嬰ヘ長調、4分の2拍子

特に両端楽章はきびきびした付点リズムが中心となっており、後の新古典主義を予感させるものとなっている。